# Gajendragarh
Gajendragarh là một thị xã của quận Gadag thuộc bang Karnataka, Ấn Độ.

## Địa lý
Gajendragarh có vị trí 15°44′B 75°59′Đ / 15,73°B 75,98°Đ Nó có độ cao trung bình là 643 mét (2109 feet).

## Nhân khẩu
Theo điều tra dân số năm 2001 của Ấn Độ, Gajendragarh có dân số 28.227 người. Phái nam chiếm 51% tổng số dân và phái nữ chiếm 49%. Gajendragarh có tỷ lệ 62% biết đọc biết viết, cao hơn tỷ lệ trung bình toàn quốc là 59,5%: tỷ lệ cho phái nam là 74%, và tỷ lệ cho phái nữ là 51%. Tại Gajendragarh, 14% dân số nhỏ hơn 6 tuổi.